# Flagge Irlands
Die Flagge der Republik Irland steht als vertikale Trikolore in der Tradition der Flagge Frankreichs.

## Beschreibung und Bedeutung

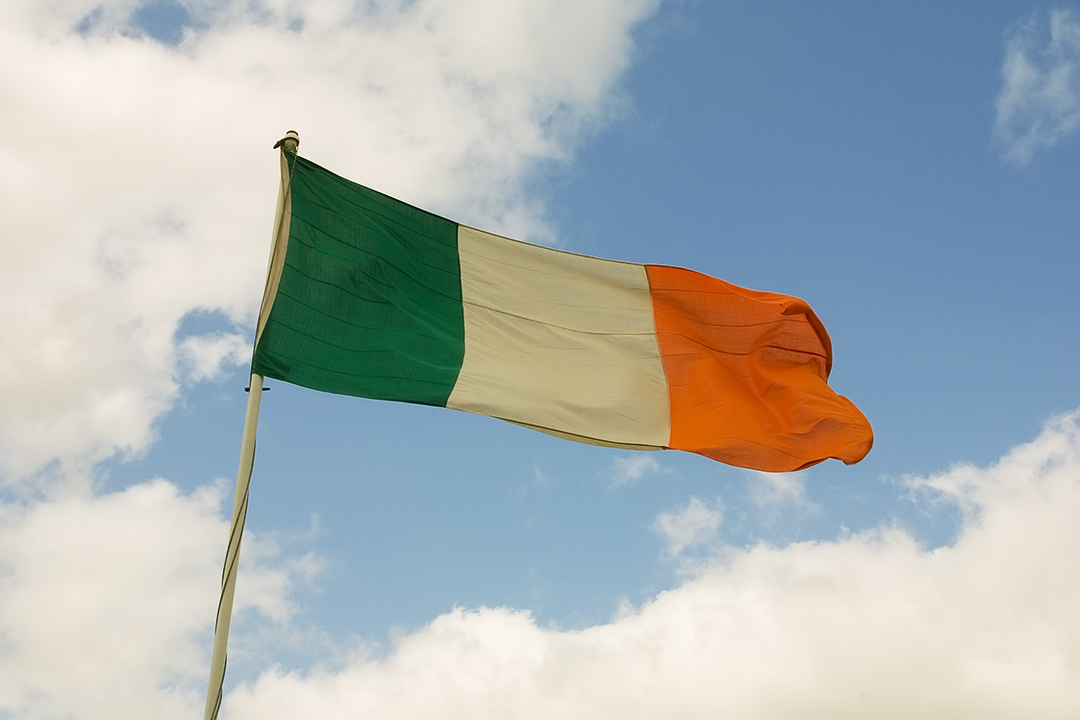
Die Flagge Irlands

Die Nationalflagge ist senkrecht grün-weiß-orange gestreift.
| System                      | Grün       | Weiß        | Orange    |
| --------------------------- | ---------- | ----------- | --------- |
| Pantone                     | 347        | Safe        | 151       |
| CMYK                        | 100-0-86-3 | 0-0-0-0     | 0-48-95-0 |
| RGB                         | 0-149-67   | 255-255-255 | 255-121-0 |
| Hexadezimale Farbdefinition | #009543    | #FFFFFF     | #FF7900   |

Variante mit goldfarbenem Streifen; gleichzeitig die Flagge der Grafschaft Offaly

Immer wieder sieht man auch irische Flaggen mit einem eher gelblichen Streifen. Manchmal entsteht dies aus Missinterpretation des Streifens als Gold, doch ist diese Variante auch die offizielle Flagge der Grafschaft Offaly.
Offiziell werden den Farben keine Bedeutungen zugeschrieben, aber es gibt viele inoffizielle Erklärungen. So soll Grün für die Insel und die katholische Bevölkerung, Orange für die protestantische Bevölkerung und Weiß für den Frieden zwischen diesen beiden Konfessionen stehen. Andere sehen im Grün die alte keltische Tradition und Orange stehe für die Unterstützer von Wilhelm von Oranien. Weiß stehe für den Waffenstillstand zwischen den beiden Parteien.
Historisch richtig ist, dass Grün schon lange eine Tradition als Farbe der irischen Freiheitskämpfer hatte und Orange die Farbe der Protestanten von Ulster ist, die sich von Wilhelm von Oranien ableitet. Sie soll an die Schlacht an der Boyne 1690 erinnern, in welcher der protestantische Wilhelm den katholischen Jakob II. besiegte.

## Geschichte
1782 erhielt das irische Parlament von den Briten das Recht zur Vertretung des Landes. Symbol Irlands wurde das St.-Patricks-Kreuz, ein rotes Andreaskreuz auf weißem Grund. Nach dem Act of Union 1800, mit dem Irland in das Vereinigte Königreich integriert wurde, wurde das St.-Patricks-Kreuz Teil des britischen Union Jack. Es war ein Nationalsymbol, das die Iren auch offiziell während der britischen Herrschaft benutzen durften.
Schon seit dem 15. Jahrhundert ist die Harfe ein irisches Nationalsymbol. Die grüne Flagge mit ihr leitete sich vom Wappen der Provinz Leinster ab. Die Society of United Irishmen verwendete sie ab dem Ende des 18. Jahrhunderts. Sie wurde von den Iren auch in den Aufständen von 1798 und 1803 benutzt. Heute findet sie sich als Gösch der irischen Marine wieder.

St.-Patricks-Kreuz
Die Flagge von Leinster
Erin-Go-Bragh-Flagge

Ab dem 17. Jahrhundert bis ins frühe 20. Jahrhundert wurde auf irischen Handelsschiffen die Green Ensign verwendet, eine grüne Flagge mit der goldenen Harfe und im Laufe der Jahre entweder dem St.-Patricks-Kreuz oder dem Georgskreuz und zuletzt dem Union Jack in der Gösch.

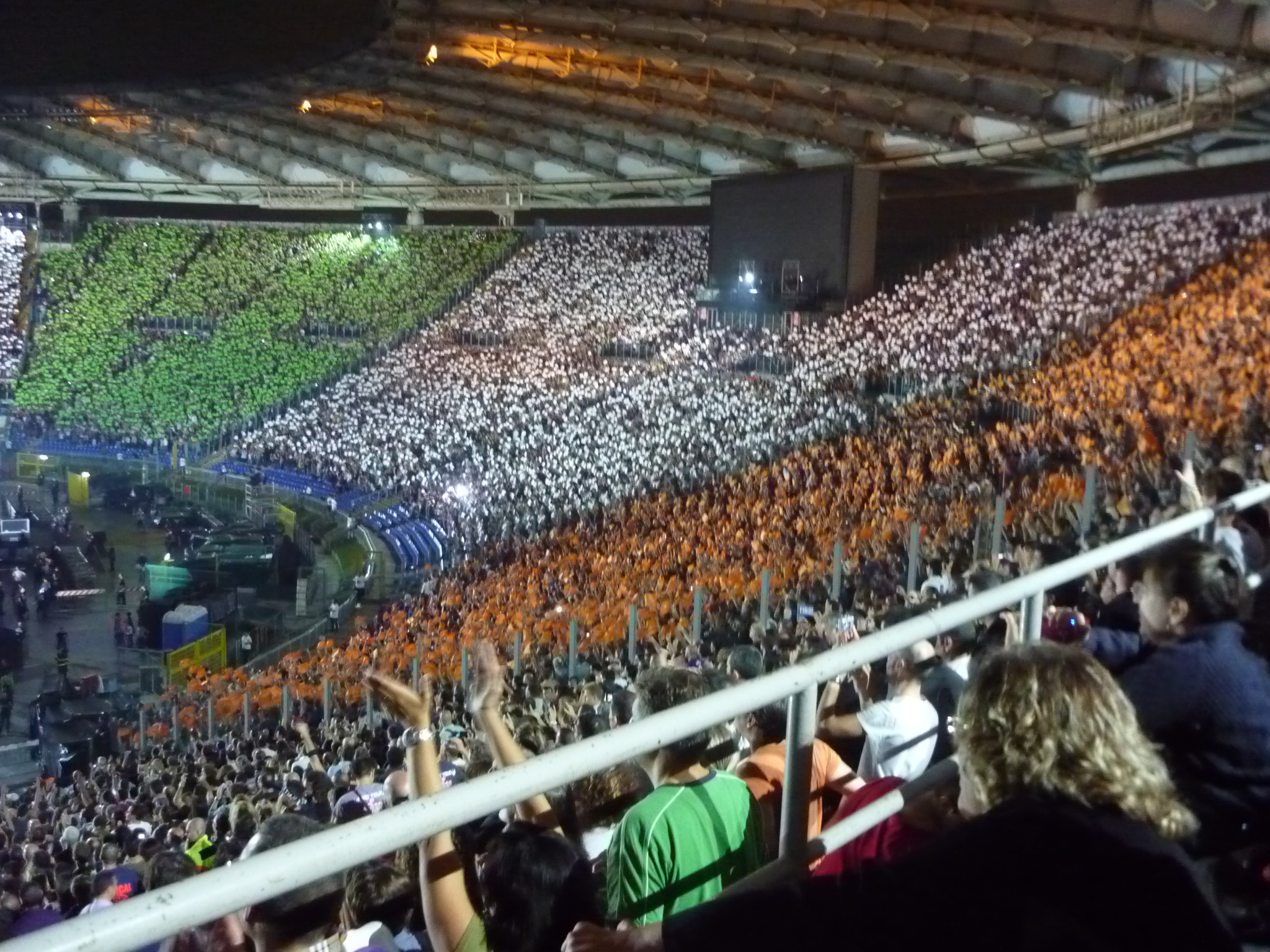
U2-Konzert in Rom

Nach dem Vorbild der Trikolore Frankreichs verwendeten irische Freiheitskämpfer erstmals im 19. Jahrhundert die irische Trikolore. Die älteste bekannte Darstellung der Farbkombination ist ein Emblem vom September 1830. Zu dieser Zeit wurden Kokarden in den drei Farben auf einem Treffen getragen, um die französische Revolution von 1830 zu feiern, mit der die französische Trikolore wieder als Nationalflagge Frankreichs eingeführt wurde.
Die älteste bekannte irische Trikolore stammt aus dem Jahr 1848. Damals wurde sie von der Young-Ireland-Bewegung eingeführt. Einer der Anführer dieser Bewegung, Thomas Francis Meagher, stellte sie bei einem Treffen in Waterford am 7. März 1848 erstmals der Öffentlichkeit vor. Am 15. April wurde sie nochmals in Dublin präsentiert. Reihenfolge der Farben und Form der Flagge wurden nicht festgelegt. Teilweise finden sich auch Trikoloren mit dem orangen Streifen am Mast. In den darauffolgenden Jahren bis 1916 war die Trikolore kaum im Gebrauch. Es dominierte wieder die goldene Harfe auf grünem Grund, die um 1880 offiziell durch die Briten toleriert wurde. Bei den Olympischen Zwischenspielen in Athen 1906 protestierte der für die britische Mannschaft startende Weitsprungsieger Peter O’Connor dagegen, dass für ihn der Union Jack gesetzt werden sollte. Zur Siegerehrung wurde daher stattdessen die grüne Harfenflagge benutzt.
1913 wurden bei einer Demonstration in Dublin zwei streikende Arbeiter von der Polizei getötet. Daraufhin wurde von Gewerkschaften eine paramilitärische Organisation gegründet, die Irish Citizen Army (ICA). Die bewaffneten und uniformierten Einheiten sollten die Arbeiter beschützen. 1914 nahmen sie, entsprechend ihren Uniformen, eine grüne Flagge mit dem Sternbild des Großen Wagens an, der auch als Pflug bezeichnet wird. Entsprechend wurde die Flagge der Starry Plough (engl.: „Besternter Pflug“) genannt. Die Originalflagge wurde von britischen Truppen während des Osteraufstandes 1916 erobert und erst 1966 nach Irland zurückgegeben. Heute befindet sie sich im Nationalmuseum in Dublin. 1934 führte die Irish Transport and General Workers’ Union eine vereinfachte hellblaue Version ein, die eine weite Verbreitung bei allen Gewerkschaften, sozialistischen Gruppen und bei der irischen Labour Party fand. Sie benutzte sie bis in die 1970er Jahre, als sie die Hintergrundfarbe in Rot änderten. In den späten 1980er Jahren wurde die Pflugflagge durch eine weiße Flagge mit einer roten Rose ersetzt. Auch republikanische, paramilitärische Gruppen benutzten die blaue Pflugflagge.
Während des Osteraufstands wehte die Flagge vom Hauptpostamt (General Post Office) in Dublin, doch auch hier wurde in erster Linie die grüne Harfenflagge mit den Worten „Irish Republic“ in goldener Schrift benutzt. Nach der Niederschlagung des Aufstandes benutzten vor allem die republikanischen Separatisten von Sinn Féin die Trikolore, im Gegensatz zur Irish Parliamentary Party, die die grüne Flagge und die Home Rule propagierte. Die Trikolore wurde immer mehr als irische Nationalflagge empfunden, aber auch als Flagge von Sinn Féin. Mit deren landesweitem Sieg bei den Wahlen von 1918 wurde die grüne Flagge endgültig an die zweite Stelle hinter die Trikolore gedrängt. Allerdings behielt sie während der Zeit des Irischen Freistaats (1922 bis 1937) nur einen inoffiziellen Status. Die Verfassung von 1922 erwähnt keine nationalen Symbole. Erst mit der Ausrufung der Republik 1937 erhielt die heutige Trikolore ihren Status als Nationalflagge.

Green Ensign 1701
Proklamationsflagge der Irischen Republik 1916
Green Ensign bis 1922
Starry Plough 1934

## Weitere Flaggen Irlands
Im Trinity College in Dublin wird die Brian-Boru-Harfe aufbewahrt. Sie ist das Vorbild für alle modernen Darstellungen, sowohl im Wappen Irlands, als auch auf der Präsidentenstandarte und der Gösch der irischen Marine, auch in der Flagge Dublins findet sich dieses Symbol wieder.
Die Flagge der vier Provinzen zeigt die vier Wappenbanner der irischen Provinzen. Die Flagge an sich hat keinen offiziellen Status, wird aber gerne als Alternative zur Nationalflagge verwendet, so bei verschiedenen sportlichen Gelegenheiten.

Präsidentenstandarte
Gösch der irischen Marine
Flagge der Stadt Dublin
Flagge der vier Provinzen

## Ähnlichkeit
Die Elfenbeinküste verwendet als ihre Nationalflagge ebenfalls eine Trikolore aus Orange, Weiß und Grün, allerdings mit dem orangen Streifen an der Mastseite und im Seitenverhältnis 2:3.
Als die ivorische Leichtathletin Murielle Ahouré 2018 in Birmingham ihren Sieg im 60-Meter-Hallenlauf feierte, lieh sie sich von einem Zuschauer eine irische Flagge und drehte sie einfach um.
Aufgrund dieser Ähnlichkeit verbrannten Ulster-Loyalisten in Nordirland gelegentlich die ivorische Flagge, da sie diese mit der irischen verwechselten.
2014 erregte das Geschäft des nordirischen Fußballvereins Linfield FC in der überwiegend loyalistischen Shankill Road die Aufmerksamkeit der Medien, nachdem eine Schaufensterauslage zur damals in Brasilien stattfindenden Fußball-Weltmeisterschaft ein Schild enthielt, das klarstellte, dass es sich bei einer der ausgestellten Flaggen um die Flagge der Elfenbeinküste und nicht um eine irische handelte.
Auch in einem Dubliner Pub wurde 2016 irrtümlich die ivorische Flagge gehisst.

2:3  Flagge der Elfenbeinküste
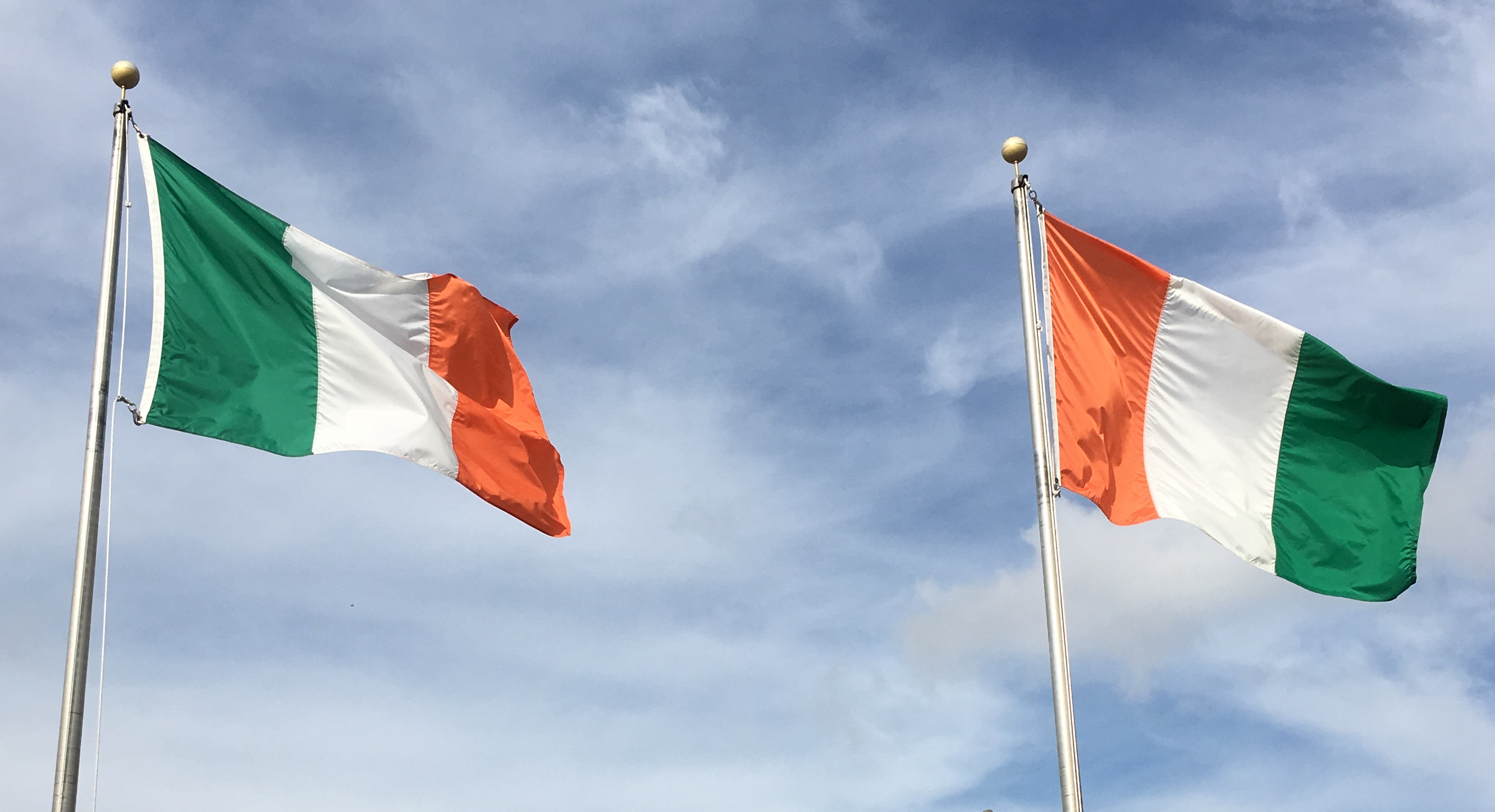
Links die irische Flagge und rechts die Flagge der Elfenbeinküste

## Trivia
Es gibt einen Cocktail mit dem Namen Irish Flag. Er besteht zu gleichen Teilen aus Pfefferminzlikör (grün), Irish cream (weiß) und Grand Marnier (orange). Die Bestandteile werden der Reihe nach langsam entlang eines langen Löffels in das Glas gefüllt, so dass sie sich nicht vermischen.